# Coffee Stain
Coffee Stain Studios AB — шведський розробник відеоігор зі штаб-квартирою в Шевде. Їхня материнська холдингова компанія також керує Coffee Stain Publishing, видавцем, і мажоритарним власником розробників Coffee Stain North (раніше Gone North Games) і компанією Lavapotion. У листопаді 2018 року вся група компаній під лейблом «Coffee Stain» разом з усією ІВ були придбані шведським холдинговим гігантом THQ Nordic AB (пізніше відомим як Embracer Group).

## Історія
Компанія Coffee Stain Studios була заснована в 2010 році дев'ятьма студентами університету Шевде як студія по розробці відеоігор. 16 грудня 2010 року була випущена їхня перша мобільна гра I Love Strawberries для iOS, видавцем якої виступили Atari. Другим проєктом судії стала Sanctum, спочатку розроблена як модифікація для Unreal Tournament 3, вона перемогла на конкурсі «Make Something Unreal», який проводили Epic Games та Intel в 2009 році. Модифікація зібрала достатньо позитивних відгуків, щоб студія за допомогою безкоштовного набору інструментів розробника Unreal Development Kit переробила Sanctum в самостійну гру, що була випущена 15 квітня 2011 року. В тому ж році Coffee Stain токож підписали п'ятирічну угоду з Epic Games про розробку ігор на основі комерційної версії рушія цієї ж компанії — Unreal Engine 3. У 2013 році була випущена гра-продовження Sanctum 2.
У лютому 2014 року студія придбала права на I Love Strawberries у Atari та самостійно перевипустила оновлену і покращену версію гри. Студія заявила про себе на міжнародній арені з випуском Goat Simulator у квітні 2014 року. Хоча гра отримала змішані відгуки критиків, зате завоювала величезну популярність серед гравців завдяки летсплеям і стрімінгу: ця придумана в рамках внутрішнього геймджема гра використовувала навмисно забагованну і перебільшену ragdoll-фізику для створення комічних ситуацій. Уже до серпня 2014 року продажі Goat Simulator перевищили продажі всіх попередніх ігор студії разом взятих, а до 2016 року вона принесла розробникам в цілому близько $12 млн.
У лютому 2017 року Coffee Stain Studios офіційно перейшли у статус видавця, оголосивши про заснування Coffee Stain Publishing — дочірнього видавництва, що займається випуском ігор інших розробників під лейблом «Coffee Stain». Першою такою грою стала Huntdown від шведської студії Easy Trigger Games. Тоді ж Coffee Stain придбали міноритарний пакет акцій компанії Ghost Ship Games, ставши видавцем їх гри Deep Rock Galactic. Трохи пізніше, в квітні 2017 року, компанія також інвестувала в новостворену гетеборзьку студію Lavapotion, ставши її міноритарним акціонером. У липні 2017 року Даніел Каплан, перший співробітник шведського розробника Mojang, приєднався до Coffee Stain Publishing.
30 січня 2018 року Coffee Stain оголосили про фінансову ініціативу «Leveling the Playing Field» (досл. «Вирівнювання ігрового поля») спрямовану на невеликі компанії, в яких працює принаймні стільки ж жінок, скільки і чоловіків, і які потребують щонайбільше 1 млн крон (близько $127 000) фінансування. Завдяки цій ініціативі Coffee Stain інвестували в датського розробника Other Tales Interactive (команда з двох жінок) в обмін на міноритарну частку в їх компанії. Другою студією інвестованою в рамках цієї програми, стала стокгольмська Kavalri в листопаді 2019 року. Пізніше Coffee Stain придбали контрольний пакет акцій шведського розробника Gone North Games, розробника завантажуваного вмісту для Goat Simulator та власної гри A Story About My Uncle, де Coffee Stain раніше виступали видавцем. Після придбання, Gone North Games змінили бренд на Coffee Stain North.
У 2018 році вся група компаній під лейблом Coffee Stain увійшли до складу шведського холдингу THQ Nordic AB (пізніше перейменованого в Embracer Group); угода передбачала виплату 317 млн шведських крон (приблизно $34,9 млн) і додаткові виплати по досягненні деяких неназваних цільових орієнтирів. Coffee Stain продовжували функціонувати самостійно всередині Embracer Group, зберігши свою структуру управління, з Антоном Вестбергом на посаді генерального директора. У цей час у всіх компаніях групи працювало 45 осіб, 24 з них в Coffee Stain Studios.
У вересні 2020 року Coffee Stain розширили свою інвестиційну програму «Leveling the Playing Field», включивши до неї команди з расовим та етнічним розмаїттям, жінок та небінарних людей. Happy Broccoli Games стала третьою студією, в яку компанія інвестувала свої кошти в рамках цієї ініціативи. 18 листопада 2020 року Embracer Group оголосили про придбання 40% акцій Coffee Stain North, що враховуючи контрольний пакет акцій у власності Coffee Stain ще з 2019 року, зробило студію повністю підконтрольною дочірньою компанією Coffee Stain.
У серпні 2021 року Embracer Group придбала Ghost Ship Games та Easy Trigger, які перейшли під егіду Coffee Stain Holding. У березні 2022 року Coffee Stain оголосили про партнерство з австрійським розробником Rare Earth Games, що належить сестринській компанії Amplifier Game Invest, для видання кооперативного екшену на основі нової ІВ.
У серпні 2022 року в рамках масштабної $100 млн фінансової угоди, Embracer повідомили про придбання "таємного розробника", який перейде під управління Coffee Stain. У грудні кілька ЗМІ повідомили про придбання компанії Shortcake AB, розробника гри Roblox, та її проєкту Welcome to Bloxburg, незабаром студію було перейменовано на Coffee Stain Gothenburg. Творець гри офіційно підтвердив нове партнерство в січні 2023 року.

## Дочірні підприємства

### Coffee Stain Holding
| Назва                   | Місцезнаходження     | Придбання | Дж.    |
| ----------------------- | -------------------- | --------- | ------ |
| Box Dragon              | Гетеборг, Швеція     | 2021      | [ 25 ] |
| Coffee Stain Malmö      | Мальме, Швеція       | 2022      | [ 26 ] |
| Coffee Stain Gothenburg | Гетеборг, Швеція     | 2022      | [ 27 ] |
| Coffee Stain North      | Стокгольм, Швеція    | 2018      | [ 28 ] |
| Coffee Stain Publishing |                      | 2017      | [ 28 ] |
| Coffee Stain Studios    | Шевде, Швеція        | 2010      | [ 28 ] |
| Easy Trigger            | Тролльгеттан, Швеція | 2021      | [ 29 ] |
| Iron Gate Studios       | Шевде, Швеція        | 2021      | [ 25 ] |
| Lavapotion              | Гетеборг, Швеція     | 2017      | [ 28 ] |
| Other Tales Interactive | Копенгаген, Данія    | 2018      | [ 28 ] |

### Ghost Ship Holding
Ghost Ship Holding, холдингова компанія розробника Ghost Ship Games, була придбана Embracer Group у серпні 2021 року і включена до складу Coffee Stain Holding. Вона функціонує як окремий підпідрозділ.
| Назва                 | Місцезнаходження  | Придбання | Дж.    |
| --------------------- | ----------------- | --------- | ------ |
| Ghost Ship Games      | Копенгаген, Данія | 2021      | [ 30 ] |
| Ghost Ship Publishing |                   | 2023      | [ 31 ] |
| Game Swing            | Копенгаген, Данія | 2022      |        |
| Half Past Yellow      | Копенгаген, Данія | 2022      | [ 25 ] |
| Ugly Duckling Games   | Орхус, Данія      | 2022      | [ 25 ] |

## Розроблені відеоігри
| Рік  | Назва                          | Платформи | Видавці                                 |
| ---- | ------------------------------ | --- | --------------------------------------- |
| 2010 | I Love Strawberries            | iOS | Atari                                   |
| 2011 | Sanctum                        | Microsoft Windows, macOS                                                                                         | Coffee Stain Studios                    |
| 2013 | Super Sanctum TD               | Microsoft Windows, iOS, macOS                                                                                    | Coffee Stain Studios                    |
| 2013 | Sanctum 2                      | Microsoft Windows, Linux, macOS, PlayStation 3, Xbox 360                                                         | Coffee Stain Studios, Reverb Publishing |
| 2014 | Goat Simulator                 | Microsoft Windows, Android, iOS, Linux, macOS, Nintendo Switch, PlayStation 3, PlayStation 4, Xbox 360, Xbox One | Coffee Stain Studios, Double Eleven     |
| 2019 | Satisfactory (дочасний доступ) | Microsoft Windows                                                                                                | Coffee Stain Publishing                 |
| 2024 | Satisfactory                   | Microsoft Windows                                                                                                | Coffee Stain Publishing                 |

## Видані відеоігри
| Рік  | Назва                                 | Платформи                                                                               | Розробники                   |
| ---- | ------------------------------------- | --------------------------------------------------------------------------------------- | ---------------------------- |
| 2014 | A Story About My Uncle                | Microsoft Windows, Linux, macOS                                                         | Gone North Games             |
| 2016 | The Westport Independent              | Microsoft Windows, Linux, macOS, Android, iOS                                           | Double Zero One Zero         |
| 2018 | Puppet Fever                          | Microsoft Windows                                                                       | Coastalbyte Games            |
| 2019 | Tick Tock: A Tale for Two             | Microsoft Windows, macOS, Android, iOS, Nintendo Switch                                 | Other Tales Interactive      |
| 2020 | Deep Rock Galactic                    | Microsoft Windows, Xbox One, PlayStation 4, PlayStation 5                               | Ghost Ship Games             |
| 2020 | Huntdown                              | Microsoft Windows, Linux, macOS, Android, iOS, Nintendo Switch, PlayStation 4, Xbox One | Easy Trigger                 |
| 2021 | Valheim                               | Microsoft Windows, Linux                                                                | Iron Gate                    |
| 2022 | Midnight Ghost Hunt (дочасний доступ) | Microsoft Windows, Linux, macOS                                                         | Vaulted Sky Games            |
| 2022 | Songs of Conquest (дочасний доступ)   | Microsoft Windows, macOS                                                                | Lavapotion                   |
| 2022 | Goat Simulator 3                      | Microsoft Windows, PlayStation 5, Xbox Series X/S                                       | Coffee Stain North           |
| 2024 | Goat Simulator Remastered             | Microsoft Windows, PlayStation 5, Xbox Series X/S                                       | Coffee Stain North, Fishlabs |
| ЩНВ  | As We Descend                         | Microsoft Windows                                                                       | Box Dragon                   |

## Придбані відеоігри
| Рік випуску | Назва               | Придбання | Платформи                              | Розробники              | Дж.    |
| ----------- | ------------------- | --------- | -------------------------------------- | ----------------------- | ------ |
| 2014        | Welcome to Bloxburg | 2022      | Microsoft Windows, macOS, iOS, Android | Coffee Stain Gothenburg | [ 27 ] |